# Pražský Telegraf (týdeník)
Pražský Telegraf (rusky: Пражский телеграф) byl ruskojazyčný týdeník vycházející v Praze.

## Charakteristika
Byl založen roku 2002 jako orgán zastupitelství Obchodně průmyslové komory Ruské federace v České republice. Původně existovala pouze online verze „Pražského Telegrafu“, od roku 2009 vycházel i ve formě tištěného týdeníku. Přestal vycházet v roce 2021.
Šéfredaktorkou novin byla běloruská emigrantka Natalia Sudlianková. Funkci výkonné redaktorky zastával Alexandra Baranovová (rusky: Александра Баранова). Sudlianková o svých novinách tvrdila, že jsou to „moderní české noviny v ruském jazyce“. Podle názoru novin New York Times, „Pražský Telegraf“ byl největším ruskojazyčným sdělovacím prostředkem v ČR.

## Kritika
Ukrajinští novináři v souvislosti s články o sporném krymském referendu upozorňovali na spojitost Pražského Telegrafu s Obchodně průmyslovou komorou Ruska. Údajně má mít Sudlianková vazby i na zájmy ruského Rosatomu v České republice. V dubnu 2025 byla Sudlianková zařazena na český sankční seznam jako spolupracovnice ruské vojenské rozvědky GRU.